# Исикава (посёлок)
Исикава (яп. 石川町 Исикава-мати) — посёлок в Японии, находящийся в уезде Исикава префектуры Фукусима. Площадь посёлка составляет 115,71 км², население — 16 828 человек (1 августа 2014), плотность населения — 145,43 чел./км².

## Географическое положение
Посёлок расположен на острове Хонсю в префектуре Фукусима региона Тохоку. С ним граничат город Сиракава, посёлки Фурудоно, Асакава, Ябуки и сёла Тамакава, Хирата, Накадзима, Самегава.

## Население
Население посёлка составляет 16 828 человек (1 августа 2014), а плотность — 145,43 чел./км². Изменение численности населения с 1980 по 2005 годы:
| 1980 | 21 731 чел. |  |
| 1985 | 21 727 чел. |  |
| 1990 | 21 534 чел. |  |
| 1995 | 21 026 чел. |  |
| 2000 | 19 914 чел. |  |
| 2005 | 18 921 чел. |  |

## Символика
Деревом посёлка считается криптомерия, цветком — цветок сакуры, птицей — Cettia diphone.